# 愛知県教育委員会
愛知県教育委員会（あいちけんきょういくいいんかい）は、愛知県の教育委員会である。

## 概要
愛知県内の教育に関する事務を所掌する行政委員会であり、5人の委員で構成される。近年は学力向上、高校改革などの教育改革に取り組んでいる。
また、県の教育研究施設として愛知県総合教育センターを設置している。
FM愛知で当委員会提供による教育番組が放送されていた時期がある。

## 組織
- 管理部
  - 総務課
  - 教育企画課
  - 財務施設課
  - 教職員課
  - 福利課
- 学習教育部
  - 生涯学習課
  - 高等学校教育課
  - 義務教育課
  - 特別支援教育課
  - 保健体育課

## 歴代教育長
| 氏名       | 就任日        | 退任日        | 備考 |
| ---------- | ------------- | ------------- | --- |
| 仲谷義明   | 1969年4月16日 | 1974年7月31日 | 1974年8月1日、仲谷は副知事に就任。 1975年2月、仲谷は愛知県知事に初当選。                                                                                         |
| 鈴木礼治   | 1974年8月1日  | 1978年        | 1979年、鈴木は副知事に就任。 1983年2月、鈴木は愛知県知事に初当選。                                                                                               |
| 新美富太郎 | 1978年        | 1982年        | 1983年4月1日、新美は副知事に就任。 |
| 奥田信之   | 1982年        | 1986年3月31日 | 1986年4月1日、奥田は総務部長に就任。1990年6月1日、出納長に就任。1991年4月1日、副知事に就任。 1994年5月29日、収賄罪容疑で逮捕された（愛知芸術文化センター事件）。 |
| 小金潔     | 1986年4月1日  | 1992年3月31日 | |
| 野村光宏   | 1992年4月1日  | 1995年3月31日 | |
| 安井俊夫   | 1995年4月1日  | 1997年3月31日 | |
| 伊藤廉     | 1997年4月1日  | 2000年3月31日 | |
| 渥美榮朗   | 2000年4月1日  | 2004年3月31日 | |
| 伊藤敏雄   | 2004年4月1日  | 2008年3月31日 | |
| 今井秀明   | 2008年4月1日  | 2012年3月31日 | |
| 野村道朗   | 2012年4月1日  | 2016年3月31日 | |
| 平松直巳   | 2016年4月1日  | 2019年3月31日 | |
| 長谷川洋   | 2019年4月1日  | 2022年3月31日 | |
| 飯田靖     | 2022年4月1日  | 現職          | |

## 所在地
〒460-8501 愛知県名古屋市中区三の丸3丁目1番2号

## 市町村教育委員会
- 名古屋市教育委員会

## 事案
令和2年（2020年）7月1日、公正取引委員会は豊田市内にある県立高等学校6校の制服を販売する業者らに独占禁止法第3条の規定に違反したとして、該当社（者）に排除命令を出し、県教育委員会に留意事項を伝えた。